# Xã Franklin, Quận Laclede, Missouri
Xã Franklin (tiếng Anh: Franklin Township) là một xã thuộc quận Laclede, tiểu bang Missouri, Hoa Kỳ. Năm 2010, dân số của xã này là 748 người.